# Canal 5 (Mexique)
Pour les articles homonymes, voir Canal 5.
Canal 5* est la troisième chaîne de télévision de Televisa, au Mexique.
Canal 5 s'adresse principalement à la jeunesse ; ses programmes de jour sont ciblés pour les enfants de 4 à 18 ans, alors que ses programmes de nuit comportent généralement des programmes d'action et de drame.

## Histoire
La station a été créée en 1952 par Guillermo González Camarena, un ingénieur mexicain qui fut l'inventeur d'un système de télévision en couleur dès 1940 ; l'indicatif d'appel de la station reflète alors les noms de sa famille. Camarena a été directeur et directeur général de XHGC jusqu'à sa mort en 1965.
En février 1963, XHGC est devenue la première station au Mexique à émettre en couleurs ; son premier programme en couleur fut « Infantil de Paraíso » (« Le Paradis des enfants »). Le Mexique est le quatrième pays dans le monde, derrière les États-Unis, Japon et Corée du Sud, à avoir diffusé des émissions de télévision en couleur.